# Zeravsjanbergen

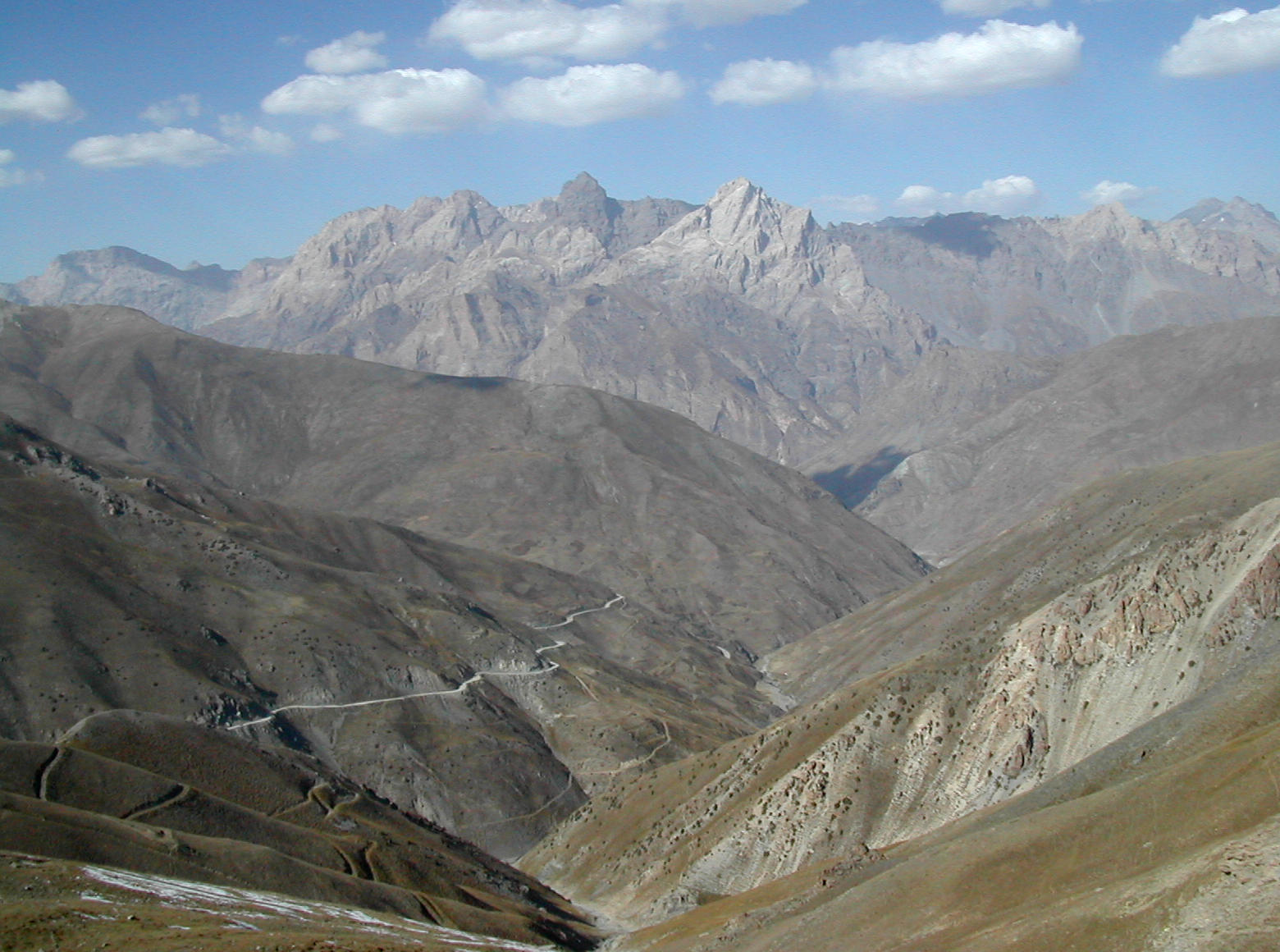
Zeravsjanbergen sedda från Anzobpasset

Zeravsjanbergen (ryska: Зеравшанский хребет) är en bergskedja i Tadzjikistan och Uzbekistan som är en del av Gissaro-Alaj. Den sträcker sig ungefär 370 km i öst-västlig riktning söder om Zeravsjanfloden och norr om floderna Jagnoba och Iskanderdarya, i södra delen av provinsen Sughd i Tadzjikistan och sydväst om Pendzjikent fortsätter den in i Uzbekistan längs gränsen mellan provinserna Samarkand och Surchondarja. Den har sina högsta toppar i Tadzjikistan, speciellt i den del som kallas Fanbergen: Pik Sjimtarga (Пик Чимтарга) 5489 m ö.h.., Pik MGU (Пик МГУ) 5418 m ö.h., Pik Bolsjaja Ganza (Пик Большая Ганза) 5306 m ö.h., Pik Achun (Пик Ахун) 5223 m ö.h. och Pik Bodchona (Пик Бодхона) 5138 m ö.h. I Uzbekistan blir höjderna gradvis lägre (1500–2000 m) innan bergen förlorar sig i Karsjistäppen sydväst om Samarkand. Parallellt med och norr om Zeravsjanbergen löper Turkestanbergen och söder om Zeravsjanbergen ligger Gissarbergen.